# 戦車揚陸艦

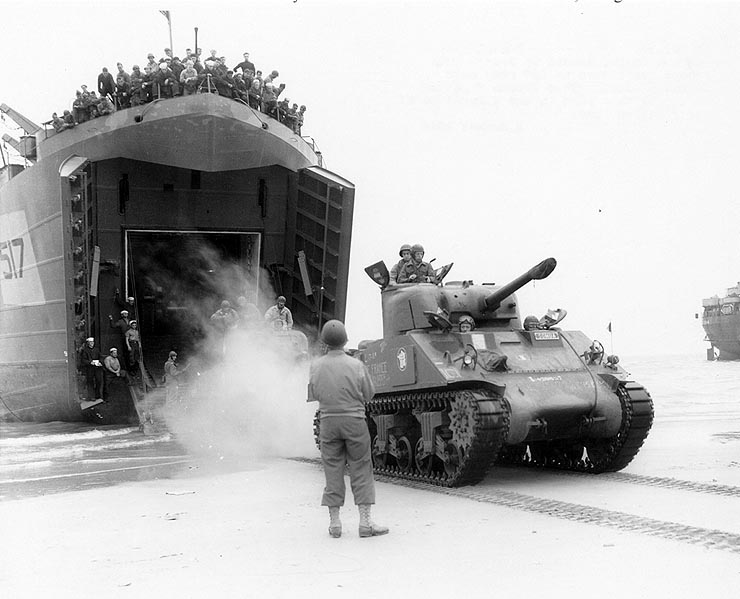
ノルマンディーにてビーチングしたLST-1級と自由フランス軍のM4シャーマン。

戦車揚陸艦（せんしゃようりくかん、英語: tank landing ship）は、擱座着岸（ビーチング）機能を有する揚陸艦の艦種。アメリカ海軍の分類記号としてはLST（Landing ship, tank）が当てられる。また類似した設計ながらも水陸両用作戦よりは後方支援に重きを置いて、LSL（Landing Ship, Logistic: 補給揚陸艦）やLSV（Logistics Support Vessels: 兵站支援艦）といった分類記号を付された艦も登場している。

## 歴史
第一次世界大戦以前の上陸戦において、上陸部隊は、軍隊輸送船・輸送艦から連絡艇や艀に乗り移って陸地に向かうのが一般的な手法であった。このため、大戦中のガリポリの戦いの戦訓から専用の揚陸艦の必要性が認識されるようになった際にも、まずは合目的的に設計された上陸用舟艇や、その母船として舟艇運用機能を強化した艦船の開発が志向された。
しかしこのような上陸用舟艇母船は、兵員を揚陸する方法としては優れている一方で、特に重量貨物や車両の揚陸には効率が悪いことが指摘された。この問題に対する解答の一つが、貨物を搭載したままで船を海岸に擱座着岸（ビーチング）させ、直接に貨物を揚陸するというものであり、要するに上陸用舟艇の大型化であった。1940年頃より、大日本帝国陸軍およびイギリス海軍においてそれぞれ独立して研究開発が着手され、前者は機動艇（SS艇）、後者はLST-1級戦車揚陸艦として結実した。
特にLST-1級は第二次世界大戦を代表する揚陸艦として幅広く用いられ、戦後は各国に供与された。ただし速力の遅さは課題となり、アメリカ海軍では順次に速力の向上を図って、ニューポート級でついに20ノットの速力を達成したものの、高速化とともに輸送・揚陸手段としてのコストパフォーマンスが低下したこともあって、アメリカ海軍のLSTは同級で掉尾を飾ることとなった。一方で、強襲揚陸艦やドック型揚陸艦と比べて小さな艦型にまとめることも可能で、また無理に高速化を図らない限りは効率的な輸送・揚陸手段であることから、世界的には依然として多数が運用されている。水陸両用作戦において、先鋒の役はヘリコプターやエア・クッション型揚陸艇（LCAC）が果たすようになり、ビーチング方式の艦は後詰めとしての性格が強くなるにつれて、揚陸よりは後方支援のほうが重視されるようになり、LSTではなくLSL（Landing Ship, Logistic: 補給揚陸艦）やLSV（Logistics Support Vessels: 兵站支援艦）といった分類記号を付された艦も増えている。

## 設計
LSTタイプの揚陸艦において、最重要の能力は擱座着岸（ビーチング）機能である。しかし岸壁以外の海岸への着岸は、座礁事故に見られるような危険を孕んでおり、設計面で特別の配慮が必要となる。

### 特殊装置
最も重要なのが艦首の設計であり、港湾施設を持たない海岸にビーチングして揚陸を行う必要から、喫水線上に大型の開口部が設けられ、跳ね橋構造の道板（バウランプ）が設置されるのが通例である。このバウランプは艦首部の止水壁を兼ねるが、航洋性確保のため、その外側にバウドアも設置されることが多い。なお、大戦世代のLSTはビーチング時の艦首喫水を浅くするとともに、ランプ長さを長くしてできるだけドライランプを得るのに腐心しており、大戦後には折りたたみ式として伸張時の長さを稼ぐ例も増えた。特にアメリカ海軍のニューポート級では、艦首から前方に突き出す形で固定式のデリックを設けることで、ランプ長さを大幅に長くしている。また展張に時間がかかるというデメリットを許容できれば、ポンツーン・コーズウェイ（浮桟橋）などによって艦と海岸との間に生じるギャップを埋めるようにすることで、ランプ長さや艦首の喫水制限を緩和して、高速と航洋性を確保することもできる。
ビーチング機能への配慮は艦全体の設計にも影響する。安全にビーチングする必要から喫水は浅くなり、船体幅は広くなるほか、後トリムとしても推進器や舵の寸法が制限を受けることとなる。このような艦尾形状のため、後進時の保針性は無きに等しく、ビーチング時の船位保持や離岸作業のため、後部にも揚錨機と錨を有する一方、艦首部の主錨は1個とされるのが通例である。
ビーチングの際には、海水バラストによるトリム調整が不可欠であり、大戦世代のLSTでもバラストタンクは1,000トン以上の容量を確保し、強力なバラストポンプを装備している。着岸時には艦首喫水を浅くする一方、着岸後は艦首を固定するためにバラストによって艦首を抑える。また離岸時は艦を軽くする必要があるほか、運航中にも、搭載物件の有無や量次第では、バラストによって復原性を確保する必要もある。

### 概略配置
古典的なLSTでは、艦尾側に機関室と艦橋がまとめられ、艦首側は全長の2⁄3以上に渡って車両・貨物の搭載スペースとされる。バウランプの直後に連続して車両甲板が設けられ、ここに戦車などが搭載されるほか、その天井にあたる上甲板にも軽車両や貨物を搭載するスペースが設定される場合が多い。車両を搭載する甲板にはこれを係止するための金物が甲板に多数取り付けられており、係止索によって固定する。
大戦後には、車両甲板を艦首から艦尾まで全通させ、艦尾側にもランプを設けた艦も登場した。このような艦は、上記のようなポンツーン・コーズウェイを用いることで、RO-RO船のように艦首尾から車両を搭載・卸下することができる。また車両甲板の両舷には上陸部隊用の居住区が設けられる例が多く、艦内側の縦壁は防水構造とされ、損傷時の浮力保持のための重要な要素となっている。
LSTの場合、バウランプなどの特殊装置を取り付ける必要や車両甲板のスペース効率を良くする観点から、艦首をファインにすることができず、肥大してしまうという問題がある。また上記のように、艦尾でも推進器や舵の寸法が制限を受ける上に、船体全体も幅広になる傾向があり、いずれも高速力の発揮に対する障害となる。アメリカ海軍のニューポート級では、上記のように独特な手法を用いてランプ長さを大幅に長くするとともに、ポンツーン・コーズウェイも併用する方式とすることで艦首喫水の制限を大幅に緩和しており、通常船型に近い艦首形状とすることで、大幅な速力向上を達成した。
他の揚陸艦と同様に、LSTにも上陸用舟艇が搭載されていることがほとんどだが、この舟艇は人員・貨物を運ぶためだけでなく、横風が強いときなどの操艦支援にも用いられる。

## 主な戦車揚陸艦
アメリカ合衆国
- LST-1級戦車揚陸艦
- LSM-1級中型揚陸艦
- タルボット・カウンティ級戦車揚陸艦
- テレボーン・パリッシュ級戦車揚陸艦
- デ・ソト・カウンティ級戦車揚陸艦
- ニューポート級戦車揚陸艦

 インド
- シャーダル級戦車揚陸艦

 インドネシア
- テルク・セマンカ級戦車揚陸艦
- テルク・アンボイナ

 韓国
- 雲峰級揚陸艦
- 高峻峰級揚陸艦
- 天王峰級揚陸艦

 中国
- 玉康型揚陸艦

 トルコ
- サルカベイ級戦車揚陸艦

 日本
- 機動艇（SS艇）
- 第百一号型輸送艦（SB艇）
- みうら型輸送艦
- あつみ型輸送艦

 フランス
- トリュー級戦車揚陸艦
- シャンプレーン級中型揚陸艦

 ロシア
- ロプーチャ級揚陸艦
- タピール級揚陸艦